# マイケル・サラザン
マイケル・サラザン（Michael Sarrazin、1940年5月22日 - 2011年4月17日）は、カナダの俳優。本名はジャック・ミシェル・アンドレ・サラザン（Jacques Michel André Sarrazin）。
ケベック・シティーでフランス系の家に生まれる。1965年にユニバーサル・ピクチャーズと契約し、俳優となる。
映画『ひとりぼっちの青春』でジェーン・フォンダと共演し、英国アカデミー賞新人賞にノミネートされ、大きな注目を集めた。映画『真夜中のカーボーイ』でジョー・バックを演じる予定だったが、ほかの映画会社と契約をしていたため実現せず、代わりにジョン・ヴォイトが起用された。ヴォイトはその作品で、スターダムになった。
『甘い暴走』などいくつかの映画で共演したジャクリーン・ビセットと1967年から1974年まで交際していたが、結婚には至らなかった。
2011年4月17日、癌のため死去、70歳。

## 主な出演作品
- 早射ちガンマン Gunfight in Abilene (1967)
- 恋とペテンと青空と The Flim-Flam Man (1967)
- テキサスの七人 Journey to Shiloh (1968)
- 甘い暴走 The Sweet Ride (1968)
- 猫 Eye of the Cat (1969)
- ひとりぼっちの青春 They Shoot Horses, Don't They? (1969)
- オレゴン大森林/わが緑の大地 Sometimes a Great Notion (1971)
- さらば青春の日 Believe in Me (1971)
- 幸せをもとめて The Pursuit of Happiness (1971)
- ロイ・ビーン The Life and Times of Judge Roy Bean (1972)
- 爆破作戦 基地に消えた男 The Groundstar Conspiracy (1972)
- 黄金の指 Harry in Your Pocket (1973)
- 真説フランケンシュタイン Frankenstein: The True Story (1973)
- またまたおかしな大追跡 For Pete's Sake (1974)
- リインカーネイション The Reincarnation of Peter Proud (1975)
- 激走!5000キロ The Gumball Rally (1976)
- キャラバン Caravans (1978)
- セダクション 盗撮された女 The Seduction (1982)
- 男たちの賭け Captive Hearts (1987)
- 国際諜報員ハリー・パーマー/Wスパイ Bullet to Beijing (1995)
- 国際諜報員ハリー・パーマー/三重取引 Midnight in Saint Petersburg (1996)
- 新アウターリミッツ The Outer Limits (1996,1999)テレビシリーズ
- クラッカージャック Crackerjack 2 (1997)
- ピースキーパー The Peacekeeper (1997)
- アライバル2 The Second Arrival (1998)
- フィアー・ドット・コム FeardotCom (2002)